# 2022 v hudbě
Tento článek obsahuje události související s hudbou, které proběhly v roce 2022.

## Události
- Eurovision Song Contest 2022
- Ceny Anděl 2021
- Český slavík 2022

## Nejúspěšnější alba

### Celosvětově
Mezinárodní federace hudebního průmyslu označila jako nejúspěšnější, když brala v úvahu fyzické prodeje, digitální prodeje i streaming hudby, následující alba:
| Pořadí | Umělec         | Název alba       | Datum vydání       |
| ------ | -------------- | ---------------- | ------------------ |
| 1.     | Bad Bunny      | Un Verano Sin Ti | 6. května 2022     |
| 2.     | Taylor Swift   | Midnights        | 21. října 2022     |
| 3.     | Harry Styles   | Harry’s House    | 20. května 2022    |
| 4.     | BTS            | Proof            | 10. června 2022    |
| 5.     | různí umělci   | Encanto          | 19. listopadu 2021 |
| 6.     | Stray Kids     | Maxident         | 7. července 2022   |
| 7.     | Seventeen      | Face the Sun     | 27. květen 2022    |
| 8.     | Blackpink      | Born Pink        | 16. září 2022      |
| 9.     | Olivia Rodrigo | Sour             | 21. května 2021    |
| 10.    | Ed Sheeran     | =                | 21. října 2021     |

### Česká republika
Česká národní skupina Mezinárodní federace hudebního průmyslu označila jako nejúspěšnější, když brala v úvahu fyzické prodeje, digitální prodeje i streaming hudby v České republice, následující alba:
| Pořadí | Umělec          | Název alba           | Datum vydání       |
| ------ | --------------- | -------------------- | ------------------ |
| 1.     | Viktor Sheen    | Příběhy a sny        | 18. listopadu 2021 |
| 2.     | Calin           | Popstar              | 25. dubna 2021     |
| 3.     | Kabát           | El presidento        | 5. října 2022      |
| 4.     | Imagine Dragons | Mercury - Acts 1 & 2 | 1. července 2022   |
| 5.     | Michal David    | Funky                | 16. června 2022    |
| 6.     | Yzomandias      | J.Eden E-Gen         | 25. února 2022     |
| 7.     | Ed Sheeran      | =                    | 21. října 2021     |
| 8.     | Mirai           | Maneki Neko          | 10. listopadu 2021 |
| 9.     | Rammstein       | Zeit                 | 29. dubna 2022     |
| 10.    | Viktor Sheen    | Barvy                | 17. října 2020     |

## Vydaná alba

### Česká

#### Leden
| Den | Album                   | Umělec            | Poznámky |
| --- | ----------------------- | ----------------- | -------- |
| 20. | Come and Get It         | The Silver Spoons |          |
| 21. | Revolt                  | Dymytry           |          |
| 21. | Bohyně                  | Škaredá holka     |          |
| 21. | Pop Rock Line 1966–1973 | různí             | 2CD      |

#### Únor
| Den | Album                    | Umělec          | Poznámky |
| --- | ------------------------ | --------------- | -------- |
| 2.  | Tak proto                | Tokyo           |          |
| 4.  | Uměnení 2: Ohnivá pomsta | MMNK            |          |
| 5.  | Mezopotámie              | Ondřej Kyas     |          |
| 7.  | Hejno černejch koček     | Kvietah         |          |
| 13. | Verbalia                 | Petroleum       |          |
| 22. | Skylor                   | Dying Passion   |          |
| 22. | Meziprostor              | 25              |          |
| 25. | J.Eden E-Gen             | Yzomandias      |          |
| 25. | GRRRotesky               | Insania         |          |
| 25. | Vere Modus               | Lambda          |          |
| 25. | Jsem                     | Tereza Balonová | singl    |

#### Březen
| Den | Album                 | Umělec                     | Poznámky                         |
| --- | --------------------- | -------------------------- | -------------------------------- |
| 4.  | Maneki Neko           | Mirai                      | LP, na CD vyšlo již 11. 11. 2021 |
| 4.  | Dobrý lidi            | Radůza a Robert Křesťan    | singl                            |
| 11. | Nebe je odemčené      | Radůza                     | 2CD                              |
| 11. | Popstar               | Calin                      |                                  |
| 16. | Na okraji (1976–1978) | Vladimír Mišík a Etc...    |                                  |
| 17. | Generace              | Jamaron                    |                                  |
| 25. | Půlnoc                | Tereza Balonová            |                                  |
| 30. | Dopisy v lahvi        | Holy Fanda & The Reverends |                                  |

#### Duben
| Den | Album                  | Umělec                   | Poznámky           |
| --- | ---------------------- | ------------------------ | ------------------ |
| 7.  | Moře vnitrozemí        | Dukla                    | EP                 |
| 8.  | Light Up Your Fire     | Holeček & Marcel Project |                    |
| 14. | Zpívat se nepřestane   | Spirituál kvintet        | výběr best of, 2LP |
| 19. | Neviditelný            | David Pomahač            |                    |
| 21. | The Weathermakers      | The Weathermakers        |                    |
| 22. | Asi se mi nebude chtít | Petr Janda               |                    |
| 22. | Klid, prosím!          | Milli Janatková          |                    |
| 22. | Na houpačce            | Jan Vytásek              |                    |
| 29. | Tinnitus Inquisition   | Faüst                    |                    |
| 30. | Samota rozkvetla       | Michal Bystrov           |                    |

#### Květen
| Den | Album            | Umělec                  | Poznámky |
| --- | ---------------- | ----------------------- | -------- |
| 9.  | Kusy radosti     | Vypsaná fiXa            |          |
| 13. | Lidová Redlová   | Lucie Redlová           |          |
| 20. | Společný koncert | Hradišťan a Javory Beat | 2CD      |
| 23. | Letní kapela     | Letní kapela            |          |
| 27. | Kanálem snů      | Inženýr Vladimír        |          |
| 28. | Do vody dál!     | Vltava                  | singl    |
| 30. | Bezčasí          | Graabner                |          |

#### Červen
| Den | Album                          | Umělec                    | Poznámky      |
| --- | ------------------------------ | ------------------------- | ------------- |
| 3.  | Schizofrenie                   | Arakain                   | reedice na LP |
| 6.  | By Now                         | Emma Smetana a Jordan Haj |               |
| 9.  | Emotional Damage Wrackage      | Nantokanaru               | EP            |
| 10. | Glasses Off                    | RODAN                     |               |
| 17. | Amulet                         | XIII. století             | reedice       |
| 18. | SS/22                          | Mat213                    | EP            |
| 24. | Nejkrásnější na světě je láska | Helena Vondráčková        | 3CD           |

#### Červenec
| Den | Album  | Umělec           | Poznámky |
| --- | ------ | ---------------- | -------- |
| 2.  | Padám  | Andrea Kalousová | singl    |
| 15. | Spadlo | Jiří Konvrzek    |          |

#### Srpen
| Den | Album                | Umělec           | Poznámky |
| --- | -------------------- | ---------------- | -------- |
| 5.  | Marná                | Prago Union      | singl    |
| 19. | Opustíme vzory       | Epydemye         | singl    |
| 25. | Vojna a mír          | Jiří Smrž        |          |
| 25. | Carpe diem           | Marek Ztracený   | singl    |
| 27. | Singularita hitparád | Celest & Charles |          |

#### Září
| Den | Album                              | Umělec                                | Poznámky           |
| --- | ---------------------------------- | ------------------------------------- | ------------------ |
| 2.  | Heartbreak Culture                 | Lenny                                 |                    |
| 2.  | Prismatic                          | Tomáš Hrubiš                          |                    |
| 7.  | Pevnostní netopýr                  | Ruce naší Dory                        | singl              |
| 8.  | Kiks                               | Vlastimil Třešňák a Temporary Quintet |                    |
| 9.  | Tvůj signál                        | David Deyl                            |                    |
| 9.  | Veď mě dál, cesto má               | Pavel Bobek                           | reedice na CD i LP |
| 16. | Putinova kulka                     | Jaroslav Hutka                        |                    |
| 16. | No. 1                              | NOP                                   |                    |
| 16. | Pozítří                            | Vladimír Merta a spol.                |                    |
| 21. | Indigová                           | Alen                                  | singl              |
| 21. | Spass muss immer sein              | Vltava                                | CD i 2LP           |
| 29. | Všechno dobré                      | Jakub Šimanský a Tomáš Niesner        |                    |
| 30. | Perseidy                           | Jan Spálený a ASPM                    | CD i LP            |
| 30. | Stručný úvod do filosofie marnosti | Ondřej Galuška                        |                    |
| 30. | MARTA                              | Marta Kubišová                        | 4CD                |
| 30. | beyond minds                       | badfocus                              | singl              |

#### Říjen
| Den | Album                         | Umělec                        | Poznámky           |
| --- | ----------------------------- | ----------------------------- | ------------------ |
| 7.  | Všechno nejlepší              | Cermaque                      |                    |
| 7.  | Za vodou                      | Dunaj                         | CD i LP            |
| 7.  | Třetí hlas                    | Trny & Žiletky                |                    |
| 7.  | Live                          | Flamengo Reunion Session      |                    |
| 7.  | Zpátky do trenek              | Pavel Dobeš                   | reedice na CD i LP |
| 7.  | El Presidento                 | Kabát                         |                    |
| 10. | Díl druhý                     | Robert Křesťan a Druhá tráva  |                    |
| 12. | Basketbal                     | Martin Kyšperský a Aleš Pilgr | singl              |
| 14. | Tma                           | Alen                          |                    |
| 14. | Stopa snu                     | Marta Kloučková               |                    |
| 14. | Runnin' Man                   | Steven's                      |                    |
| 14. | 3                             | Vladimír Mišík a Etc...       | reedice na CD i LP |
| 21. | Svět je málo růžový           | Tereza Mašková                |                    |
| 21. | The Great Video Game Crush    | Lake Malawi                   |                    |
| 21. | Bílé vánoce                   | Karel Gott                    | reedice            |
| 21. | Dotyky snů                    | Petr Muk                      | reedice na CD i LP |
| 21. | Stará vlna (Pastorální svita) | Jan Hrubý                     | reedice            |
| 26. | Morytáty a romance            | Živo                          | CD i LP            |
| 26. | Československá                | Hmlisto a Petr Linhart        |                    |
| 31. | dystopia                      | badfocus                      | singl              |
|     | Crazy Horse                   | Robert Křesťan a Druhá tráva  | singl              |
|     | Ostrovní romance              | Živo                          | singl              |

#### Listopad
| Den | Album                        | Umělec                        | Poznámky |
| --- | ---------------------------- | ----------------------------- | -------- |
| 4.  | Starý kortykoid              | Květy                         |          |
| 4.  | Duo                          | Martin Kyšperský a Aleš Pilgr |          |
| 4.  | 60                           | Olympic                       | 5LP      |
| 4.  | Asi v tom bude nějakej háček | Jan Spálený                   | reedice  |
| 11. | Ještě je                     | Vladimír Javorský             |          |
| 11. | Vila Live                    | Lenka Nová                    |          |
| 11. | meditating while raving      | badfocus                      |          |
| 11. | Andzjel                      | Heiden                        |          |
| 18. | Hovory domů                  | Marcell                       |          |
| 18. | Shapeshifter                 | Phil Shoenfelt & David Babka  |          |
| 21. | Improvisations for Dance     | Chalupski                     |          |
| 25. | Opportunities                | Andrea Šulcová                |          |
| 25. | Příběhy                      | Lipo                          |          |
| 30. | Under the Black Moss         | Kalle                         |          |

#### Prosinec
| Den | Album                  | Umělec                      | Poznámky |
| --- | ---------------------- | --------------------------- | -------- |
| 1.  | Whose Hearts Petrified | Trahir                      |          |
| 2.  | Je všechno dobrý?      | Marie Kieslowski            |          |
| 7.  | Chata pod borovicí     | Honza Ingr a Zdeněk Vřešťál |          |
| 9.  | Láska tvá              | Antikvartet                 | 2CD      |
| 9.  | Zadara rada drahá      | Tomáš Suchý a David Konopáč |          |
| 9.  | Padá listí             | Jana Vébrová                | singl    |
| 10. | Na podpal              | Tali                        | singl    |
| 12. | Aplaus pro dva         | Aplaus pro dva              |          |

### Zahraniční

#### Leden
- Dawn FM (The Weeknd)
- Caprisongs (FKA twigs)
- The Gods We Can Touch (Aurora)
- Motordrome (MØ)
- La Fuerza (Christina Aguilera)

#### Únor
- Love Sux (Avril Lavigne)
- Donda 2 (Kanye West)
- Slut Pop (Kim Petras)
- Rock Believer (Scorpions)

#### Březen
- Everything I Didn't Say (Ella Henderson)
- Alpha (Shenseea)
- Motomami (Rosalía)
- Crash (Charli XCX)
- Humble Quest (Maren Morris)
- Sofia Carson (Sofia Carson)

#### Duben
- Serpentina (Banks)
- Familia (Camila Cabello)
- Versions of Me (Anitta)
- Blue Water Road (Kehlani)
- Zeit (Rammstein)
- "Parfaitone" (ClariS)

#### Květen
- How to Let Go (Sigrid)
- Heart on My Sleeve (Ella Mai)
- Hatsune Miku Digital Stars 2022 Compilation
- Harry's House (Harry Styles)
- I Used to Think I Could Fly (Tate McRae)
- Aguilera (Christina Aguilera)
- Esquemas (Becky G)
- Eyeye (Lykke Li)
- So Far So Good (The Chainsmokers)

#### Červen
- Twelve Carat Toothache (Post Malone)
- S.I.D.E.S. (Alice Merton)
- Honestly, Nevermind (Drake)
- Gold Rush Kid (George Ezra)

#### Červenec
- About Last Night… (Mabel)
- Special (Lizzo)
- Emails I Can't Send (Sabrina Carpenter)
- Surrender (Maggie Rogers)
- Renaissance (Beyoncé)
- Panorama (Hayley Kiyoko)
- PLASMA (Perfume)

#### Srpen
- HOLY FVCK (Demi Lovato)
- Funk Wav Bounces Vol. 2 (Calvin Harris)
- Traumazine (Megan Thee Stallion)

#### Září
- The Hardest Part (Noah Cyrus)
- Subject to Change (Kelsea Ballerini)
- Hold the Girl (Rina Sawayama)
- Patient Number 9 (Ozzy Osbourne)
- Strike a Nerve (Drowning Pool)
- The End, So Far (Slipknot)

#### Říjen
- Midnights (Taylor Swift)
- Dirt Femme (Tove Lo)
- The Loneliest Time (Carly Rae Jepsen)
- Takin' It Back (Meghan Trainor)
- Charlie (Charlie Puth)
- Pawns & Kings (Alter Bridge)
- Perplex Cities (EP) (Serj Tankian)

#### Listopad
- Thrill of the Chase (Kygo)
- Faith in the Future (Louis Tomlinson)
- Divisive  (Disturbed)
- "Kohmi30th" (Kohmi Hirose)
- "TEN. - Yun*chi 10th Anniversary Request Best" - (Yun*chi)

#### Prosinec
- SOS (SZA)
- Metro Pulse (Capsule)